# Dongxihu
Dongxihu léase Dong-Sí'Jú (en chino:东西湖区, pinyin:Dōngxīhú qū, lit:lago oeste-este) es un  distrito urbano bajo la administración directa de la ciudad-prefectura de Wuhan. Se ubica al este de la provincia de Hubei, sur de la República Popular China. Su área es de 439 km² y su población total para 2016 fue de +500 mil habitantes.

## Administración
El distrito de Dongxihu se divide en 8 pueblos que se administran en 8 subdistritos.